# Lyu Haotian
Lyu Haotian (Peking (Tongzhou), China, 29 november 1997) (bijnaam Bluey) is een Chinees professioneel snookerspeler. Zijn beste resultaat op het WK was in 2018 waar hij de laatste zestien bereikte. Op veertienjarige leeftijd bereikte Haotian de kwartfinale van het International Championship 2012.
Halvefinales bereikte Lyu op de Northern Ireland Open 2017, het China Championship 2018 en de Shoot-Out van 2020.

## Belangrijkste resultaten

### Wereldkampioenschap
Hoofdtoernooi (laatste 32 of beter):
| #  | Seizoen     | Editie  | Prestatie  | Extra                               |
| -- | ----------- | ------- | ---------- | ----------------------------------- |
| 1. | 2017 / 2018 | WK 2018 | Laatste 16 | Verloor met 13-10 van Barry Hawkins |
| 2. | 2020 / 2021 | WK 2021 | Laatste 32 | Verloor met 10-2 van Mark Allen     |
| 3. | 2021 / 2022 | WK 2022 | Laatste 32 | Verloor met 10-5 van Stuart Bingham |
| 4. | 2023 / 2024 | WK 2024 | Laatste 32 | Verloor met 10-5 van Shaun Murphy   |